# Körmös (Liptószentmiklósi járás)
Körmös (szlovákul Krmeš) Nagyolaszi településrésze, korábban önálló falu Szlovákiában, a Zsolnai kerületben, a Liptószentmiklósi járásban.

## Fekvése
Liptószentmiklóstól 10 km-re nyugatra, a Liptói-medence közepén fekszik, a D1-es úttól 1 km-re délre. Nagyolaszinak az autópályától délre eső részét képezi.

## Története
A falu a 14. század elején keletkezett, első említése 1351-ben még „Oztoj” néven történt. Csak a század második felében jelenik meg a Körmös név „Kurmus” alakban. A 15. században kisnemesek birtoka volt. A 16. században a Just és Bocskay családé. Ekkor csak zsellérek lakták, 1600-ban három háztartása volt. Legrégibb pecsétje a 18. századból származik. Lakói földművesek, tutajosok voltak, vásznat, posztót szőttek.
A 18. század végén Vályi András így ír róla: „KÖRMES. Kermes. Tót falu Liptó Várm. földes Ura Detrik Uraság, lakosai katolikusok, és más félék is, fekszik Kelecsényhez közel, és annak filiája, legelője jó, de szoross, földgye termékeny, határjárának egy része völgyben fekszik, fája szűken.”
Fényes Elek 1851-ben kiadott geográfiai szótárában így ír a faluról: „Kermes, Liptó m. tót falu, 42 kath., 96 evang., 4 zsidó lak. F. u. Köröskényi, Detrich.”
1910-ben 92, túlnyomórészt szlovák lakosa volt. A trianoni diktátumig Liptó vármegye Németlipcsei járásához tartozott.
Körmöst az 1930-as években csatolták Nagyolaszihoz.

## Külső hivatkozások
- Körmös a térképen

## Lásd még
- Nagyolaszi
- Kisolaszi